# Schultenhof Marxloh
Der Schultenhof zu Marxloh (auch Schulte-Marxloh-Hof) war ein mittelalterlicher, burgartiger Herrensitz im heutigen Duisburger Stadtteil Marxloh, Stadtbezirk Hamborn. Der Hof lag ungefähr dort, wo heute die Schulte-Marxloh-Straße auf die Kaiser-Friedrich-Straße trifft.

## Geschichte
Der Schultenhof war die Keimzelle des Ortes Marxloh. Zwar wird er urkundlich erst 1421 erwähnt, aber unter anderem aufgrund seiner baulichen Eigenschaften ist er als einige Jahrhunderte älter einzuschätzen. Der Hof besaß ein System von Wassergräben und einen Turm, der als Speicher und Zufluchtsort genutzt werden konnte. Daraus kann mit einiger Sicherheit geschlossen werden, dass der Hof Sitz einer Ritter- oder zumindest Dienstmannsfamilie war.
Über Jahrhunderte hatte der Hof des Schulten das Recht auf den Zehnten der zu dem Schultenhof gehörenden Bauerschaft. Dieser Bereich, der den bereits um 1400 festgefügten Bezirk Marxloh des großen Kirchspiels Beeck umfasste, reichte im Osten bis an die Oberhausener Stadtgrenze. Zu den zehntpflichtigen Höfen gehörten unter anderem der Kleinemühlhof, der Großeloh-Hof (urkundlich ab 1372) und das Warbrucksgut (urkundlich ab 1139). Der Schultenhof war dem Oberhof Beeck untergeordnet, welcher wie der Schultenhof dem Stift Essen gehörte.
Der erste namentlich bekannte Schulte zu Marxloh war der 1458/59 auftretende Johann. Dieser hatte einen gleichnamigen Sohn, der um 1490 verstarb. Dadurch kam der Hof über Johann Seniors Tochter Adelheid an Hermann Stratmann vom Stratmannshof. Dieser nannte sich nun „Hermann Stratmann gen. Schulte zu Marxloh“ oder einfach „Hermann Schulte-Marxloh“. Es folgten analog andere Familien mit Namen Schulte-Marxloh, zum Beispiel vom Overbruchhof. Im 19. Jahrhundert erwarb die damalige Familie Schulte-Marxloh den Hof und die zugehörigen Ländereien vom Stift Essen als Eigentum. 1850 gehörten zu dem Hof 364 Morgen Land.
Heute steht vom Schultenhof nur noch ein 1859/1860 von Johann Schulte-Marxloh errichtetes Wohnhaus (Schulte-Marxloh-Haus). Es ist seit dem 10. November 2009 als Baudenkmal geschützt. Die übrigen Gebäude wurden abgerissen.